# Бішофсвізен
Бішофсвізен (нім. Bischofswiesen) — громада в Німеччині, знаходиться в землі Баварія. Підпорядковується адміністративному округу Верхня Баварія. Входить до складу району Берхтесгаден.
Площа — 34,46 км2. Населення становить 7280 ос. (станом на 31 грудня 2020).